# Пригоди Цибуліно
«Приго́ди Цибулі́но» (італ. Le avventure di Cipollino) — казкове оповідання італійського письменника Джанні Родарі 1951 р. Оповідання розповідає про пригоди казкових овочів, про боротьбу Цибуліно та його друзів проти принца Лимона та синьйора Помідора. Первісна назва оповідання була «Роман про Цибуліно» (італ. Il romanzo di Cipollino), тільки у 1957 р. оповідання отримало теперішню, загально відому назву. Певний вплив на його написання мав твір іншого італійського письменника Карло Коллоді «Пригоди Піноккіо» (італ. Le avventure di Pinocchio). Твір італійського письменника-комуніста Джанні Родарі мав чіткі класові та соціальні алегорії, тому був дуже популярним у соціалістичних країнах, зокрема у СРСР, де це оповідання видавалося великими тиражами, було екранізоване. Український переклад у виконанні Анатолія Іллічевського з'явився у 1956 р.

## Сюжет
Цибулоне кидають до в'язниці за те, що він наступив на ногу принцові Лимону. У неволі Цибулоне бачить, що до в'язниці кидають лише чесні овочі, а всі бандити служать Лимону. Син Цибулоне, Цибуліно, відвідує батька, який дає настанову добре вивчитися. Тож Цибуліно вирушає на пошуки хороших учителів.
Цибуліно зустрічає в селі кума Гарбуза, котрий щороку відкладав гроші на цеглину, щоб скласти собі хатку. Її хоче зруйнувати сеньйор Помідор за те, що хатку поставлено на землі графинь Черешень (хоча Гарбуз отримав на це документ від їхнього батька, графа Черешні). За згодою підлабузливого адвоката Гороха Помідор отримує дозвіл на зруйнування хатки. Проте йому заперечує Цибуліно. Сеньйор Помідор смикає його за чуприну і починає плакати через цибулевий запах. Оскільки Помідор ніколи не плакав, він мусить тікати, щоби з нього не сміялися.
Згодом Помідор повертається та виганяє Гарбуза з домівки, а охороняти її ставить пса Гавкуна. Цибуліно дає псу води зі снодійним і відносить у палац Черешень. Хатину ставлять на візок і доручають зберігати Суниці в лісі. Ненажерливий барон Апельсин і скупий герцог Мандарин приїжджають погостювати в Черешень. У палаці тим часом живе малий граф Вишенька, якому дуже самотньо. Лише в книжках він знаходить розраду, а співчуває йому тільки служниця Полуничка. Помідор, дізнавшись про зникнення хатини, наказує схопити всіх селян. Цибуліно вдається сховатися, але ненадовго. Він теж опиняється у в'язниці, та в його камеру випадково прокопує тунель Кріт. Цибуліно вмовляє Крота викопати ще один тунель, аби визволити його друзів. Таким чином, вони тікають.
Цибуліно знайомиться з Вишенькою, який мріє про свободу. Помідор визнає Гороха винним і наказує його стратити. Під час страти Кріт і Цибуліно рятують Гороха. Дізнавшись про втечу в'язнів, принц Лимон відправляє на пошуки містера Морквоу і пса Шукая, та вони потрапляють у пастку бунтарів. Цибуліно вирішує знайти свого батька, Ведмедик допомагає йому дістатися до міста. Проте Цибуліно опиняється в звіринці, звідки його викупляє Вишенька. Черешні з Помідором і Лимон тим часом вирушають збирати військо, аби розправитися з непокірними фруктами й овочами. Допомагає їм Морквоу.  У їхньому замку лишаються хазяйнувати Апельсин і Мандарин, які необачно спускаються в підвал. Там їх замикають бунтарі, що пробралися в замок по підземному тунелю. Таким чином, замок захоплюють.
Горох зраджує товаришів, отож армія Лимона, Черешень і Помідора відвойовує замок і кидає Цибуліно до в'язниці. Цибуліно втрачає надію, проте павук Кривоніг повідомляє, що знає, де його батько. Тим часом в'язні один за одним таємниче зникають, з-поміж них і Цибулоне. Виявляється, це кроти затягують їх під землю, щоб вивести далеко в полі. Тюремники, боячись покарання, відмовляються далі служити та стають на бік утікачів.
Налякані Лимон, Черешні та Горох тікають у іншу країну. Помідор, відбувши покарання, стає садівником, а Апельсин — вантажником. Мандарин живе за його рахунок. Вишенька починає ходити у школу. Виноградника стає старостою села. Автор наприкінці пише, що хоча є інші лиходії, схожі на Лимона та його посіпак, але їх теж буде переможено.

## Значення
В описі головних героїв та подій оповідання чітко прослідковуються класові символи та алегорії. Так, більшість позитивних, привабливих персонажів оповідання мають риси робітничого класу, ремісників, а негативні персонажі належать до вищих класів суспільства, аристократії. Відвертій критиці піддаються капіталізм і соціальна нерівність. Протистояння бідних овочів та їхніх експлуататорів є алегорією розвитку комуністичних ідей у суспільстві та протистояння суспільних класів. Кульмінація подій в оповіданні є аналогією з соціалістичною революцією — вигнанням експлуататорських класів, та рівноправ'ям трудящих.
Наявність комуністичних символів та алегорій в оповіданні зробила його надзвичайно популярним у комуністичному середовищі Італії й особливо в соціалістичних країнах. Цей твір Джанні Родарі було перекладено майже всіма мовами соціалістичних країн. В СРСР Пригоди Цибуліно завдяки популяризації в численних виданнях, кінофільмах та перекладах  багатьма мов народів СРСР стало найулюбленішим дитячим оповіданням декількох поколінь.

## Екранізація
- «Чиполліно» — радянський повнометражний мальований мультиплікаційний фільм, створений у 1961 році режисером-мультиплікатором Борисом Дьожкіним.

## Цікаві факти
З 2013 року на сцені московського театру «Співдружність акторів Таганки» відбувається постановка спектаклю за книжкою «Пригоди Цибуліно», в сценарії якого відсутня революція, оскільки режисер спектаклю «страшенно боїться всяких революцій». Замість цього овочі-бунтарі йдуть до Лимона просити добровільно послабити закони.